# Związek gmin Fichtenau
Związek gmin Fichtenau – związek gmin (niem. Gemeindeverwaltungsverband) w Niemczech, w kraju związkowym Badenia-Wirtembergia, w rejencji Stuttgart, w regionie Heilbronn-Franken, w powiecie Schwäbisch Hall. Siedziba związku znajduje się w miejscowości Fichtenau, przewodniczącym jego jest Martin Piott.
Związek zrzesza dwie gminy wiejskie:
- Fichtenau, 4 514 mieszkańców, 31,28 km²
- Kreßberg, 3 788 mieszkańców, 48,46 km²